# ソシエテ・ジェネラル証券
ソシエテ・ジェネラル証券株式会社は東京都千代田区丸の内にある金融証券業。

## 概略
ソシエテ・ジェネラル証券株式会社は、ソシエテ・ジェネラル・グループの日本における証券業務の拠点として日本に開設されたソシエテ・ジェネラル証券会社東京支店を前身とする。その後、ソシエテ・ジェネラル証券東京支店は、1986年9月に日本で証券業免許を取得し、翌年2月に営業を開始した。2007年4月には、ソシエテ・ジェネラル証券株式会社が設立された。
現在、ソシエテ・ジェネラル証券は、日本国内の機関投資家及び法人を対象に、国内外の株式・債券、デリバティブ商品、投資銀行業務等の証券・金融サービスのホールセール業務などを行っている。また、海外機関投資家及び法人に対しては、日本への投資窓口として日本の金融商品の紹介を行っている。

## 沿革
- 1986年9月 - ソシエテ・ジェネラル証券東京支店が日本で証券業免許を取得。
- 1987年2月 - 営業を開始。
- 1988年5月 - フランス系証券会社で初めて東京証券取引所の総合取引参加者になる。
- 2007年4月 - ソシエテ・ジェネラル証券の設立。
- 2016年5月 - 旧ニューエッジ・ジャパン証券株式会社と経営統合。
- 2022年5月31日 - 商品先物取引業の廃止[2]。

## 加入協会
- 日本証券業協会
- 第二種金融商品取引業協会
- 金融先物取引業協会
- 日本投資顧問業協会
- 日本保険仲立人協会